# Pátek (Peruc)
Pátek je vesnice, část městyse Peruc v okrese Louny. Nachází se asi pět kilometrů severozápadně od Peruce. Prochází tudy železniční trať Lovosice–Postoloprty. Pátek leží v katastrálním území Pátek u Loun o rozloze 5,46 km².

## Historie

### Královská kanonie premonstrátů na Strahově
První písemná zmínka o obci pochází z roku 1196 a nachází se v listině českého knížete a pražského biskupa Jindřicha Břetislava, v níž kníže potvrzuje dar klášteru v Mašťově od šlechtice Milhosta. Založení mašťovského kláštera se však nezdařilo a tak Pátek připadl jinému, již existujícímu klášteru premonstrátů v Praze na Strahově. 

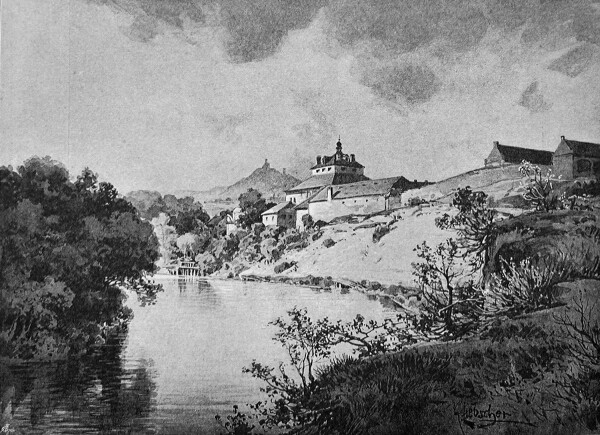
Karel Liebscher (1851–1906): Pátek nad Ohří

Strahovská kanonie premonstrátů měla Pátek v držení až do husitských válek a po tu dobu se stal Pátek centrem panství do něhož postupně patřily okolní vesnice Kystra, Radonice nad Ohří, Stradonice, Volenice.
Mnoho o tom, jaké byly před husitskými válkami poměry v Pátku vypovídá urbář z roku 1410. Ten, sestává z listin psaných v poslední čtvrtině 14. století a vymezuje povinnosti a práva podaných. Podle jedné z listin žilo tehdy ve vesnici 26 hospodářů s rodinami. Povinností každého z hospodářů bylo každoročně vrchnosti odvést 72 grošů, šest kuřat, 60 vajec, fůru sena a postavit šest ženců. Čtyři na žatvu ozimů a dva na jarní žatvu. Kromě toho musel každý z hospodářů platit 20 grošů královské berně, 33 grošů generální berně a z každého lánu půl groše. Urbář povoloval poddaným volnou dispozici s movitým a nemovitým majetkem, pozemky však nesměli prodat žádnému šlechtici. Kromě povinností hospodářů stanovil urbář podmínky páteckému krčmáři, který nesměl trpět hazardní hry a nalívat pod míru a musel mít vždy dostatek masa.

### Jakoubek z Vřesovic
S příchodem husitských válek přišla kanonie premonstrátů na Strahově o pátecké panství. Jeho vlastníkem se stal významný husitský hejtman Jakoubek z Vřesovic. Jeho jméno se poprvé v souvislosti s Pátkem objevuje po roce 1421. Král Zikmund Lucemburský však krátce poté pátecké panství věnoval Janovi z Vartenberka za jeho pomoc při boji proti husitům. Jakoubek z Vřesovic se však Pátku nevzdal a Vartenberkovi jej nevydal. Naopak v roce 1436 si při Zikmundově návštěvě Žatce od krále vyžádal příslib ponechání páteckého panství v jeho majetku. Jelikož se však jednalo jen o ústní slib, nepodložený písemně, byl Jakoubek z Vřesovic nucen vzdát se Pátku při revizi majetkových poměrů v roce 1454 a předat jej Vilémovi z Konic.

### Páni z Klinštejna
Od roku 1474, po necelých sto let, byla historie Pátku spojena s třemi generacemi příslušníků severočeské šlechtické rodiny Klinštejnů. Jednalo se o Jindřicha staršího z Klinštejna a na Toužetíně, jeho syna Jana a vnuky Jindřicha a Jana. Posledně jmenovaný nechal roku 1523, se svolením krále Ludvíka Jagellonského, páteckou tvrz opravit.

### Páni z Lobkovic

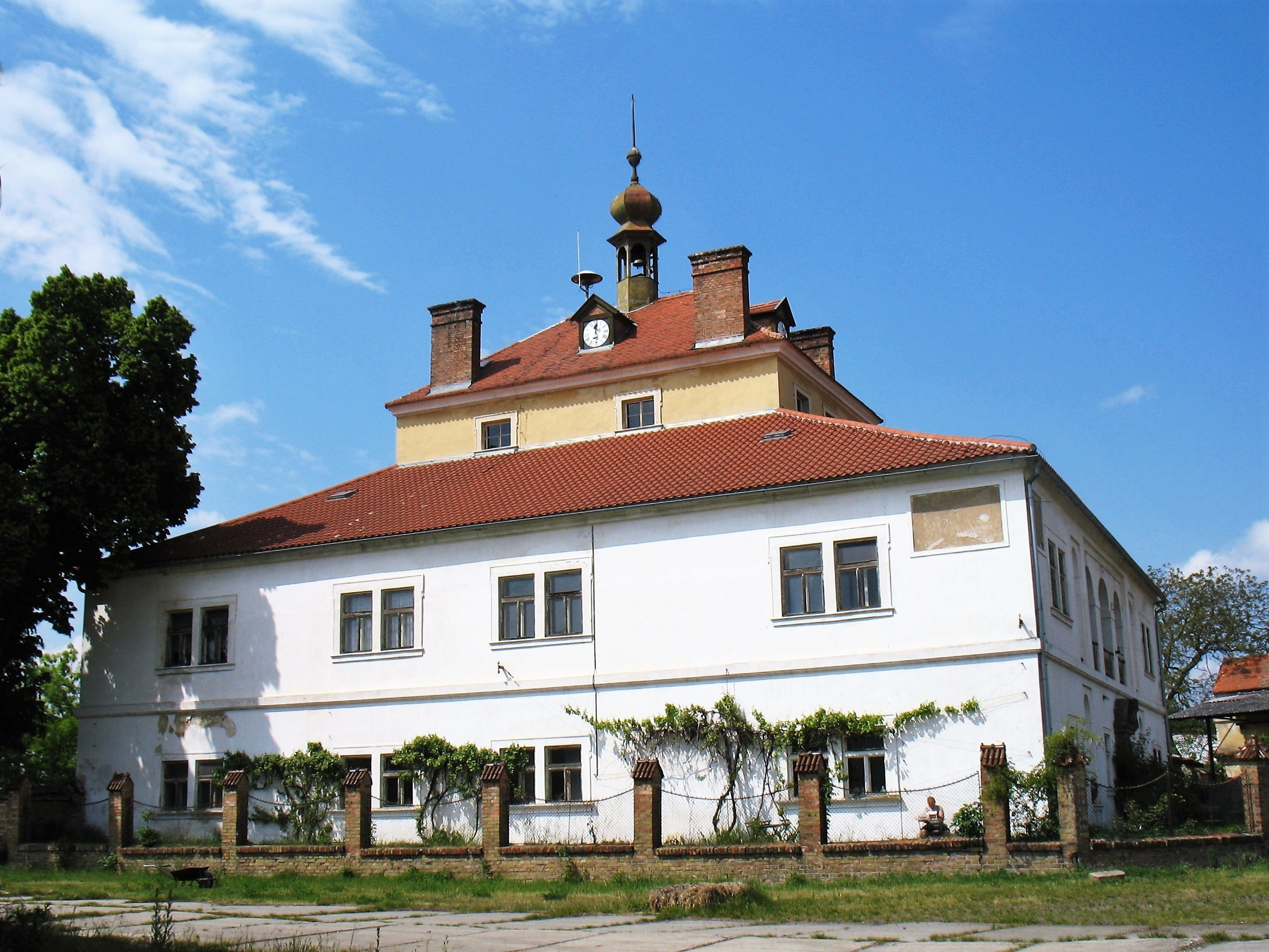
Barokní zámek, původně renesanční letohrádek

Magdaléna, dcera Jana Klinštejna přinesla věnem pátecké panství svému muži Janovi z Lobkovic. Ten v letech 1544 až 1557 přestavěl dosavadní tvrz do podoby renesančního zámku. V roce 1567 nechal přestavět mlýn stojící pod zámkem. I ten dostal renesanční podobu se zdobnými atikovými štíty, zdobenými figurálními, rostlinnými a ornamentálními sgrafity. Nepatrná část této výzdoby je doposud dochována na jihozápadním průčelí.
Významným se pro pátecký zámek stal duben roku 1586. Ve dnech 14. a 15. zde Jan z Lobkovic hostil Viléma z Rožmberka, nejmocnějšího velmože Čech, a Jaroslava ze Smiřic, presidenta české komory.
Po smrti Jana, v roce 1570, získal Pátek a okolní vsi Kryštof mladší z Lobkovic. Na jeho popud byl 15. června 1587 sepsán popis panství: zámek Lusthaus, při témž zámku dvůr s ovčínem, louka, mlýn s pěti moučnými koly, mlýn koreční s dvěma koly s pilou, řeka Ohře, potůček z Débře, loužek, les proti Volenice Volenicům, dvůr Débeř, mlýn s jedním kolem, štěpnice.
Kryštof mladší z Lobkovic zemřel v roce 1609 a pátecké panství zdědil jeho syn Jan Kryštof. Nevlastnil jej však dlouho. Zemřel bezdětný v roce 1614 a jeho majetek v Pátku zdědili a následně prodali Alžběta z Lobkovic, Jan Libštejnský z Kolovrat a Vilém mladší z Lobkovic. Kupujícím byl Štěpán Jiří ze Šternberka na Postoloprtech.

### Páni ze Šternberka
Štěpán Jiří ze Šternberka na Postoloprtech vlastnil pátecké panství až do své smrti v roce 1625, kdy je zdědil syn Adam. Po jeho smrti, na základě závěti, připadlo pátecké dědictví v roce 1633 nezletilému synovi Janu Štěpánovi ze Šternberka. Po jeho smrti v roce 1657 jej zdědila manželka Anna Františka a svým dalším sňatkem jej přenesla na druhého manžela Hložka ze Žampachu. Pro dluhy páteckého panství hrozilo Hložkovi ze Žampachu, že o Pátek přijde. Ten jej však u dlužníků vyplatil a ve své závěti odkázal manželce Anně Františce. Anna Pátek, krátce po manželově smrti, v roce 1679, prodala hraběnce Lidmile Benigně Šternberkové. Po její smrti byl Pátek prodán jejím synem hrabětem Václavem Vojtěchem ze Šternberka Gundakarovi z Ditrichsteina.

### Ditrichštejnové
Gundakar z Ditrichsteina koupil pátecké panství v roce 1676 spolu s nedalekým, rozsáhlejším panstvím libochovickým, ke kterému pátecké po koupi připojil. Gundakarovým záměrem bylo přebudovat libochovický zámek na reprezentační venkovské sídlo a přestavby se měl dočkat i zámek na Pátku. Gundakarovi záměry však zastavila smrt v roce 1690. Ve stavební činnosti, mimo jiné stavbě páteckého zámku, pokračoval Gundakarův dědic kníže Ferdinand z Ditrichsteina. Po přestavbě libochovického zámku se na Ferdinandovu objednávku ujal přestavby zámku na Pátku stavitel, původem z Itálie, Antonio della Porta. Stavbu zahájil v roce 1693 a předchozímu lobkovickému zámku vtiskl svou přestavbou raně barokní podobu.

## Obyvatelstvo
|                                                                                          | 1869 | 1880 | 1890 | 1900 | 1910 | 1921 | 1930 | 1950 | 1961 | 1970 | 1980 | 1991 | 2001 | 2011 | 2021 |
| ---------------------------------------------------------------------------------------- | ---- | ---- | ---- | ---- | ---- | ---- | ---- | ---- | ---- | ---- | ---- | ---- | ---- | ---- | ---- |
| Obyvatelé                                                                                | 508  | 508  | 477  | 487  | 525  | 495  | 531  | 389  | 367  | 345  | 307  | 231  | 243  | 190  | 196  |
| Domy                                                                                     | 86   | 89   | 92   | 92   | 102  | 106  | 130  | 127  | 321  | 106  | 95   | 113  | 124  | 117  | 121  |
| Počet domů z roku 1961 zahrnuje také domy místních částí Radonice nad Ohří a Stradonice. |      |      |      |      |      |      |      |      |      |      |      |      |      |      |      |

### Vývoj osídlení

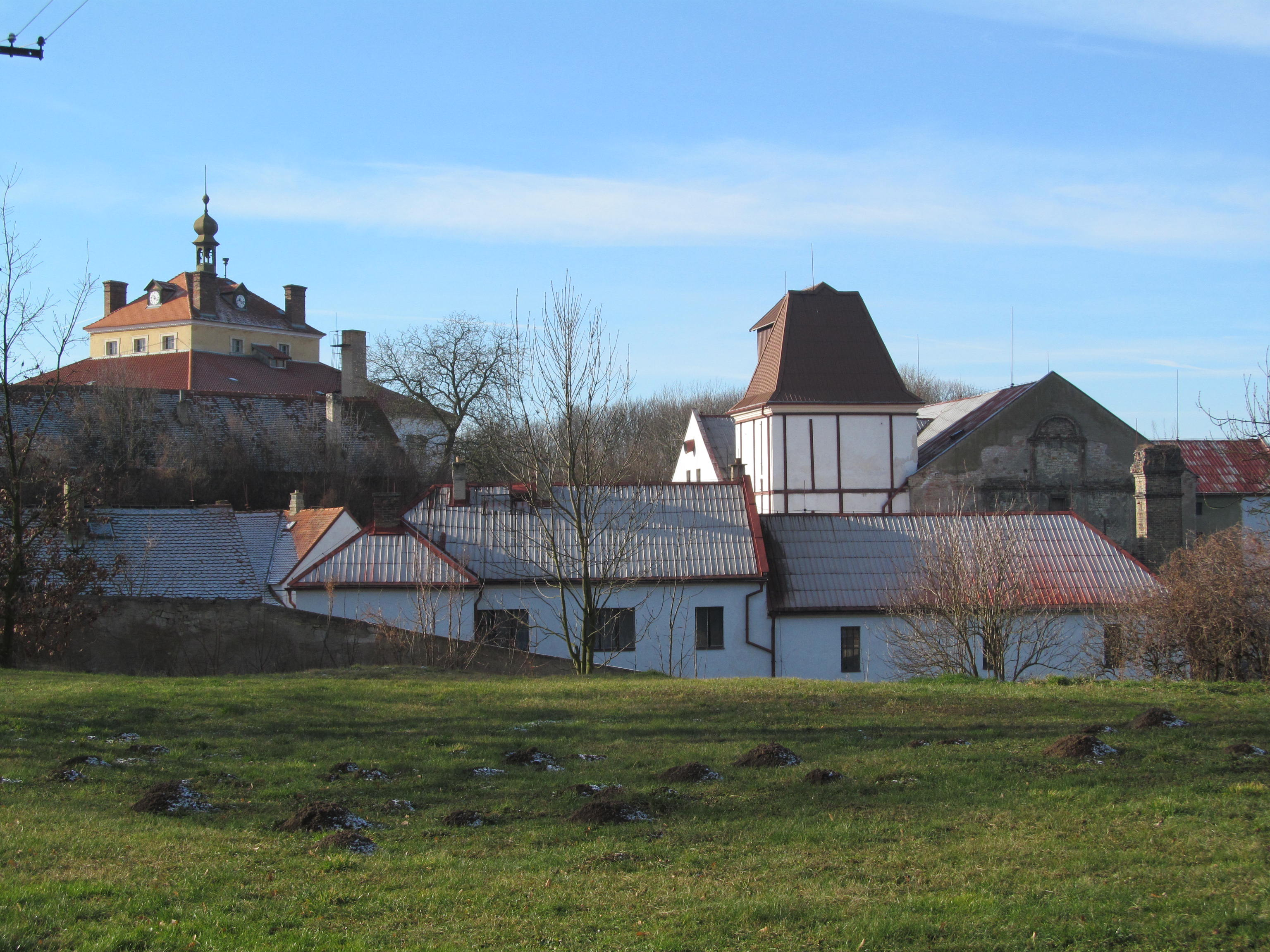
Vodní mlýn pod zámkem na pravém břehu Ohře

Podle listiny z roku 1374, obsažené v urbáři Strahovského kláštera z roku 1410, bylo ten rok v Pátku dvacet šest usedlých hospodářů. K tomu panský dvůr, mlýn a krčma.
V roce 1654 je v obci uváděno dvacet tři sídelních jednotek (7 sedláků, 16 chalupníků) z nich však bylo jedenáct pustých. I v dalších historii vesnice se zprvu počet usedlostí pohyboval kolem dvaceti (21 v roce 1713, 18 v roce 1785, 20 v roce 1841) až s příchodem devatenáctého století se počet zvyšovat. V roce 1862 v Pátku žilo 524 obyvatel v 74 domech. V roce 1910 to bylo 525 obyvatel v 102 domech a vrcholu dosáhl počet obyvatel Pátku nad Ohří v roce 1930, kdy ve 130 domech žilo 531 obyvatel.

## Obecní správa
Při sčítání lidu v letech 1869–1980 Pátek byl samostatnou obcí v okrese Louny. Od 1. ledna 1981 je částí městyse Peruc v okrese Louny.

## Pamětihodnosti
- Zámek[12]
- Tvrz čp. 35[13]
- Vodní mlýn čp. 53[14]
- Sloup se sochou svatého Jana Nepomuckého[15] z roku 1714 (letopočet uveden ve spodní části sloupu) Sloup se sochou světce je postaven na hranolovitém podstavci a ohrazen kovovým zábradlím nalézajícím se střední části obce. Na vrcholu sloupu je osazena kopie sochy pořízená v devadesátých letech dvacátého století. Původní socha je uložena v historické expozici v přízemí místního zámku.
- Škola čp. 25 postavena v roce 1904 stavitelem Juliem Löblem z Peruce

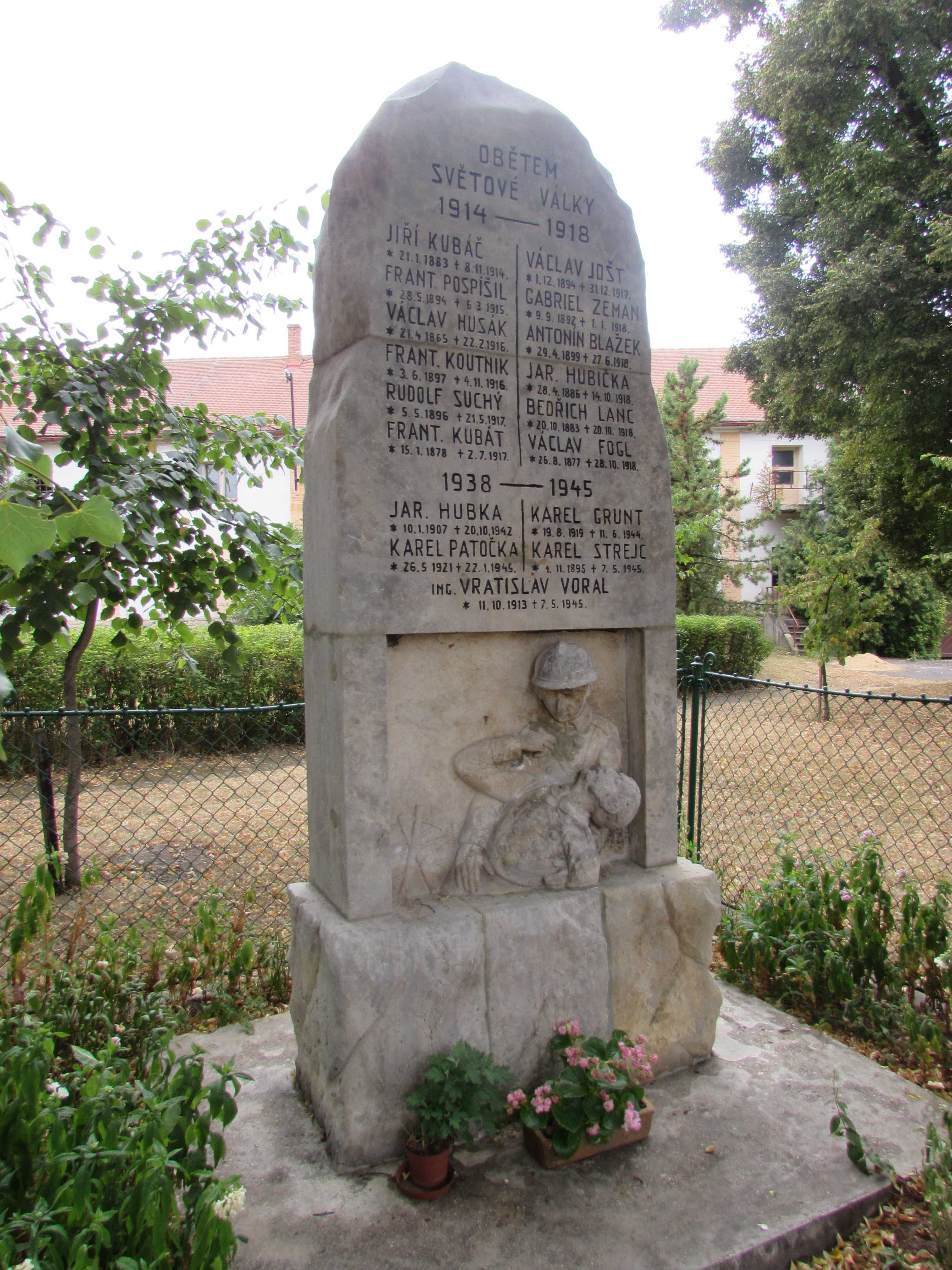
Pomník obětem světových válek

## Pomníky, pamětní desky
- Pomník obětí první a druhé světové války autorem pomníku byl sochař Karel Zentner z Libochovic. Pomník byl slavnostně odhalen roku 1928 a uvádí 12 jmen mužů z Pátku zemřelých v letech 1914 až 1918. Po druhé světové válce byl rozšířen o část se jmény pěti obětí války z let 1938 až 1945.[16]
- Pomník obětem druhé světové války postaven na místě, kde 7. května 1945 byli zastřeleni Ing. Vratislav Voral a Karel Strejc.[17]
- Pamětní deska Benedikta Roezla dům čp. 18
- Pamětní deska dr. Emila Holuba dům čp. 68

## Osobnosti
- Bedřich Schnirch (1791–1868), inženýr, projektant, inspektor c. a k. státní dráhy[18]
- Benedikt Roezl (1824–1885), zahradník, cestovatel v Americe
- Emil Holub (1847–1902), český lékař, cestovatel, kartograf a etnograf v Africe
- Václav Březina (1862–1906), malíř[19]
- Otakar Březina (1865–1942), pedagog, entomolog

## Galerie

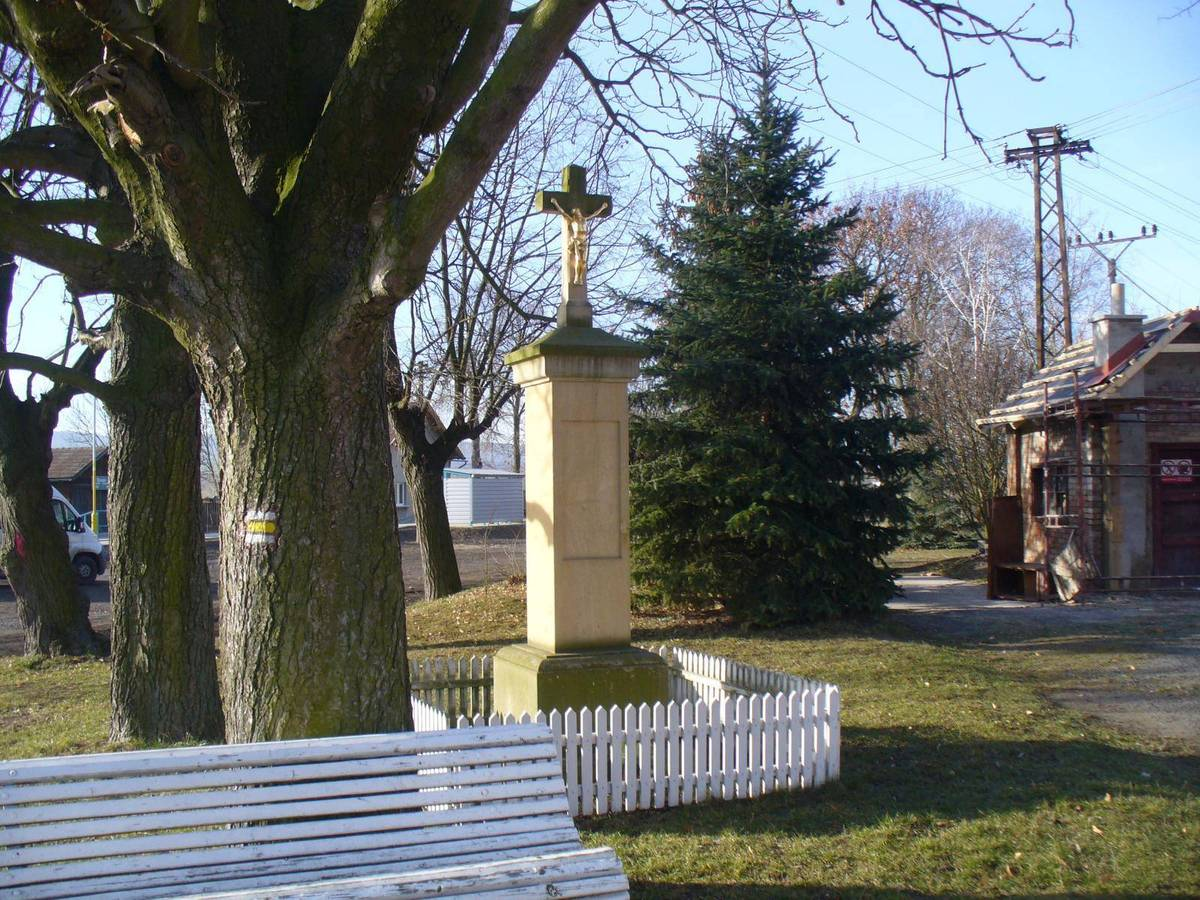
Kříž na rozcestí u nádraží
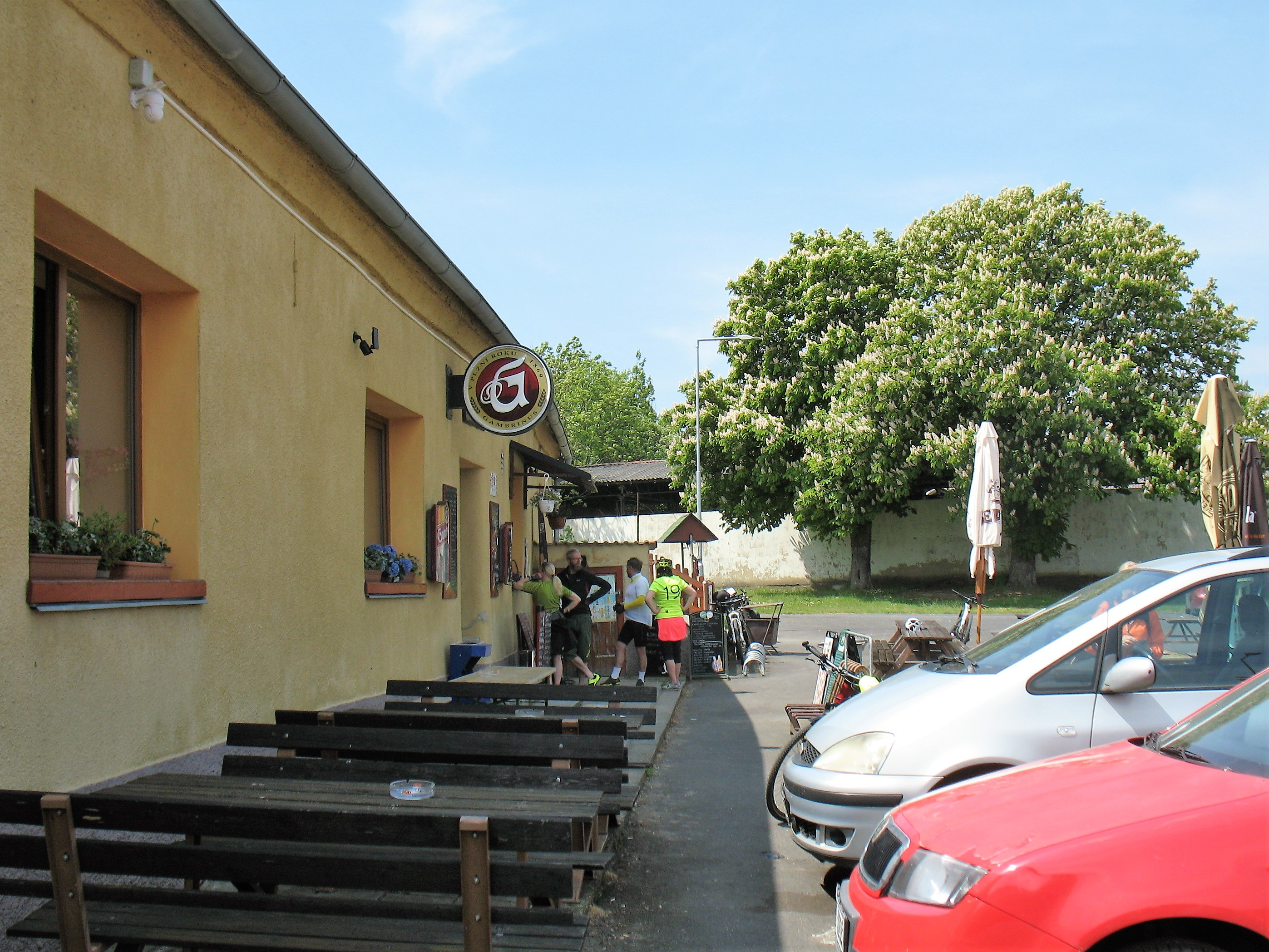
Místní pohostinství
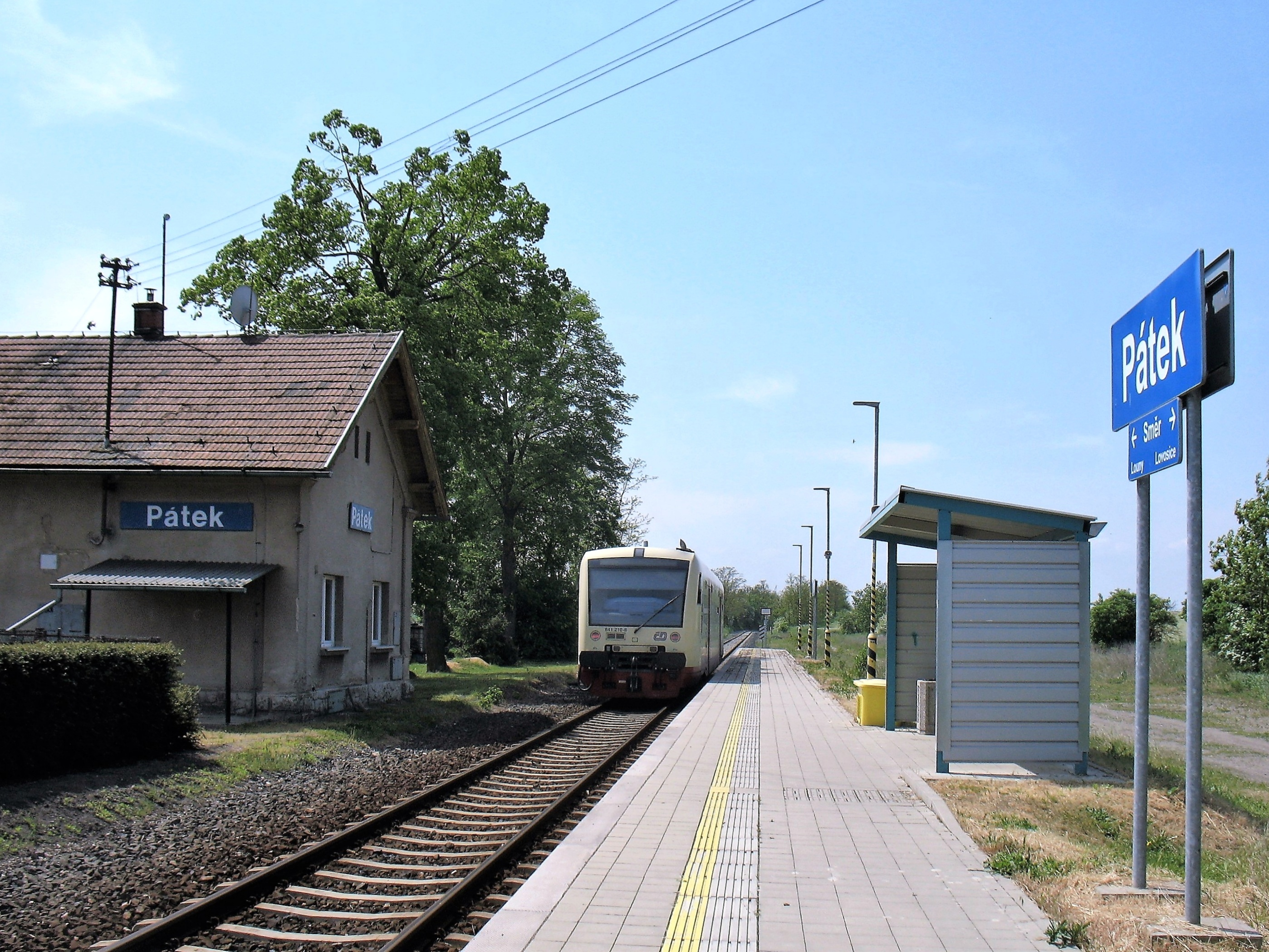
Železniční zastávka Pátek na trati Lovosice – Postoloprty
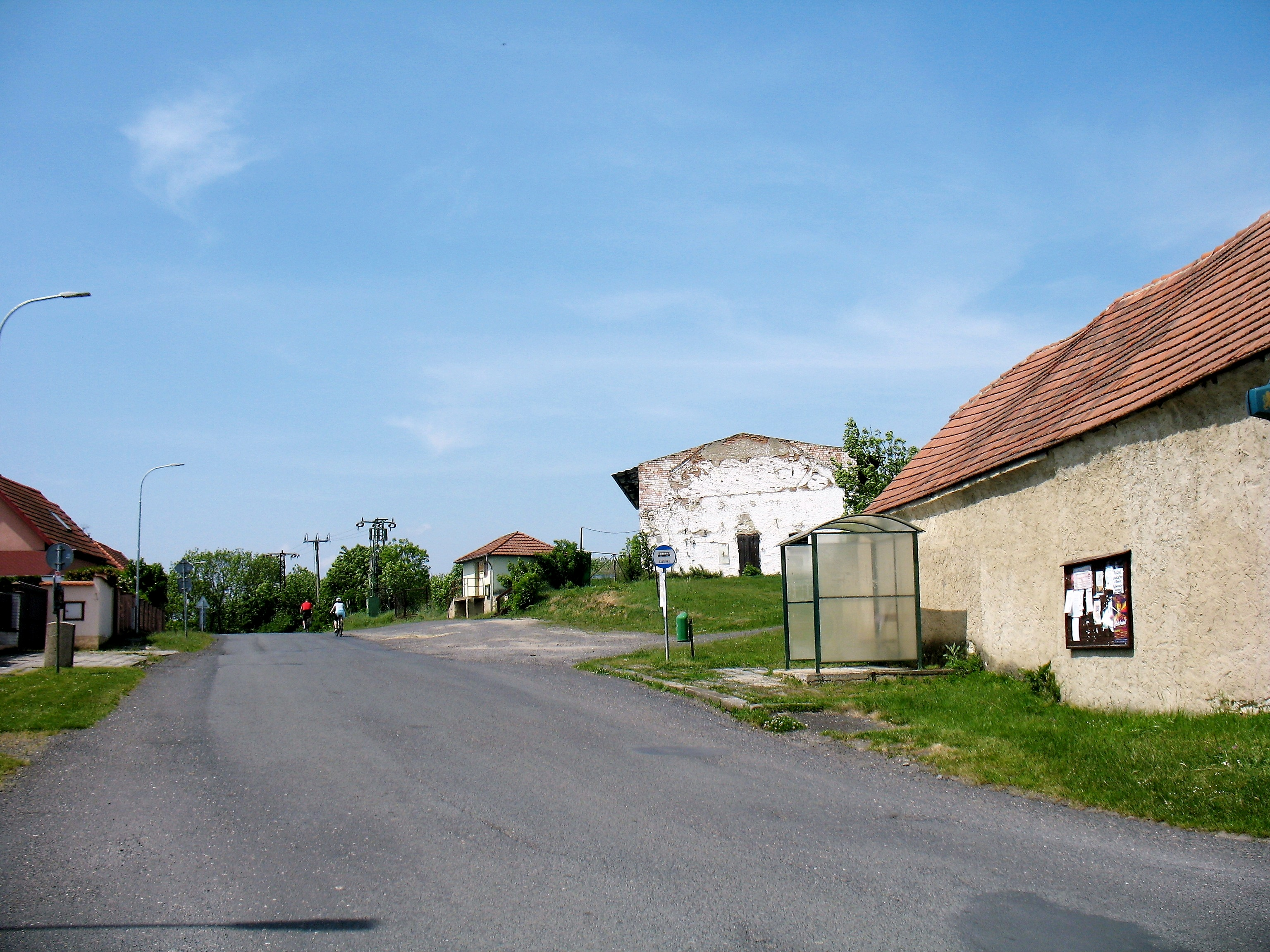
Autobusová zastávka Peruc, Pátek
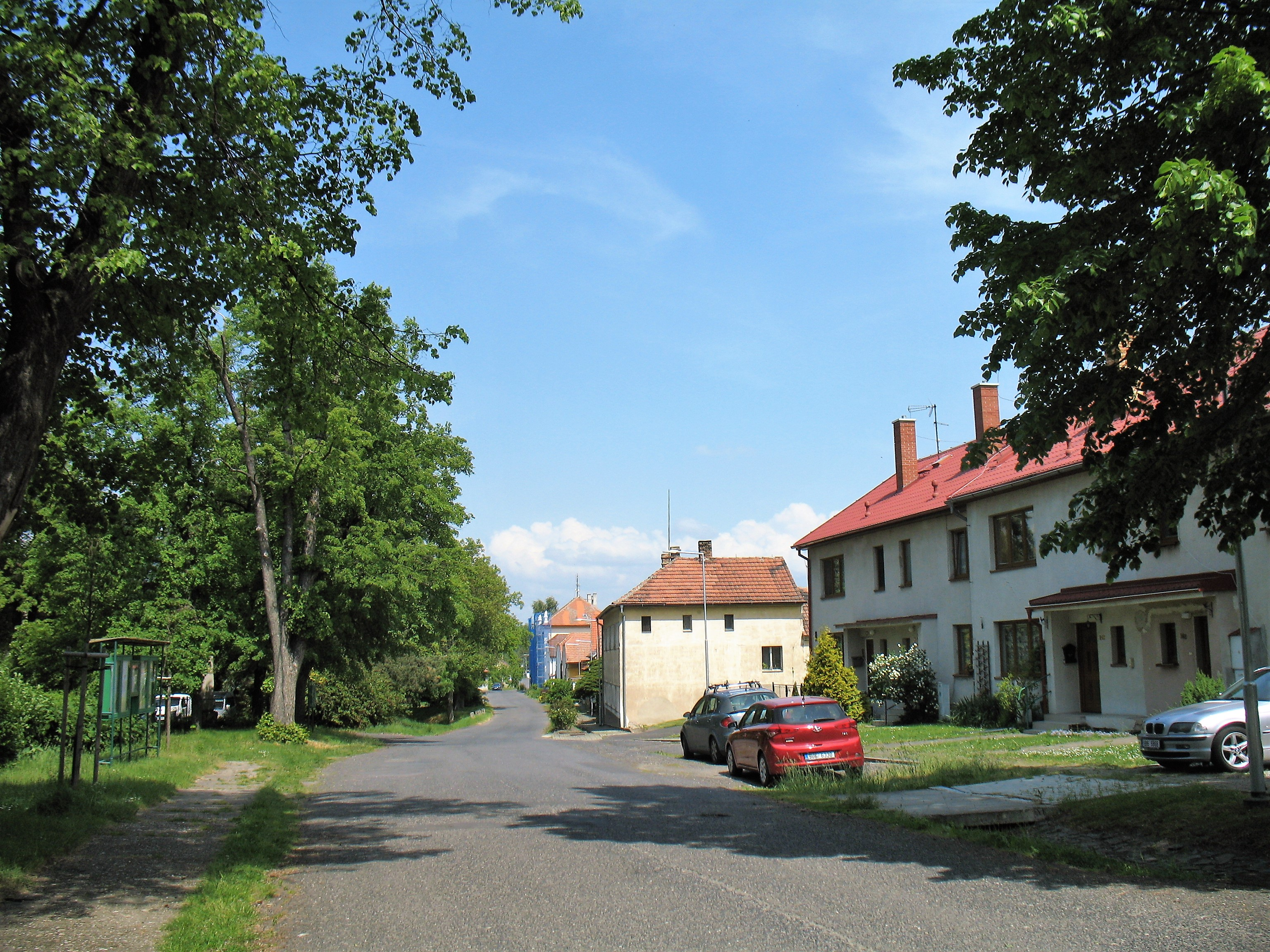
Prostor před zámkem, v pozadí bývalá škola
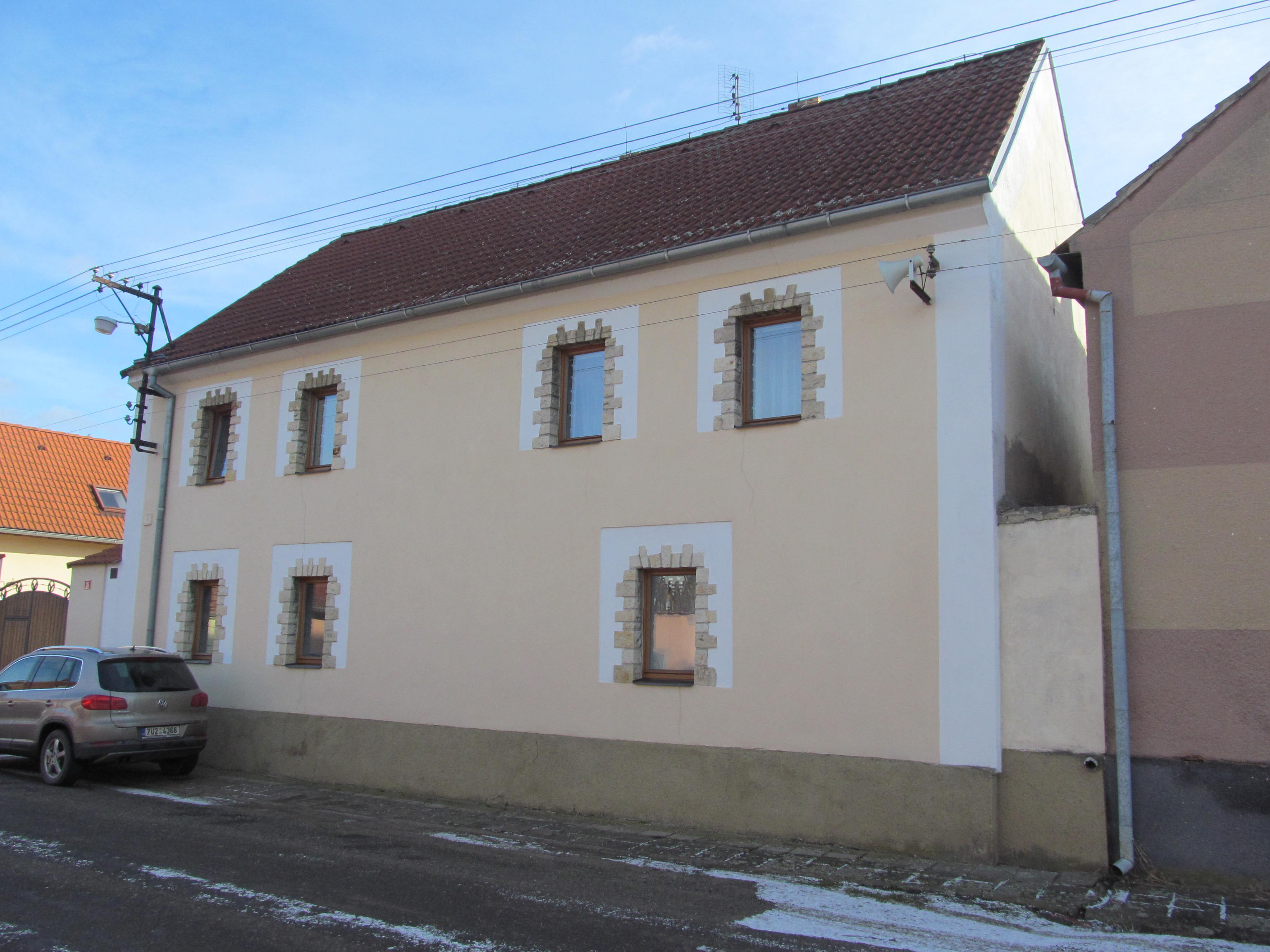
Upravený objekt bývalé tvrze